# Sheila Hicks

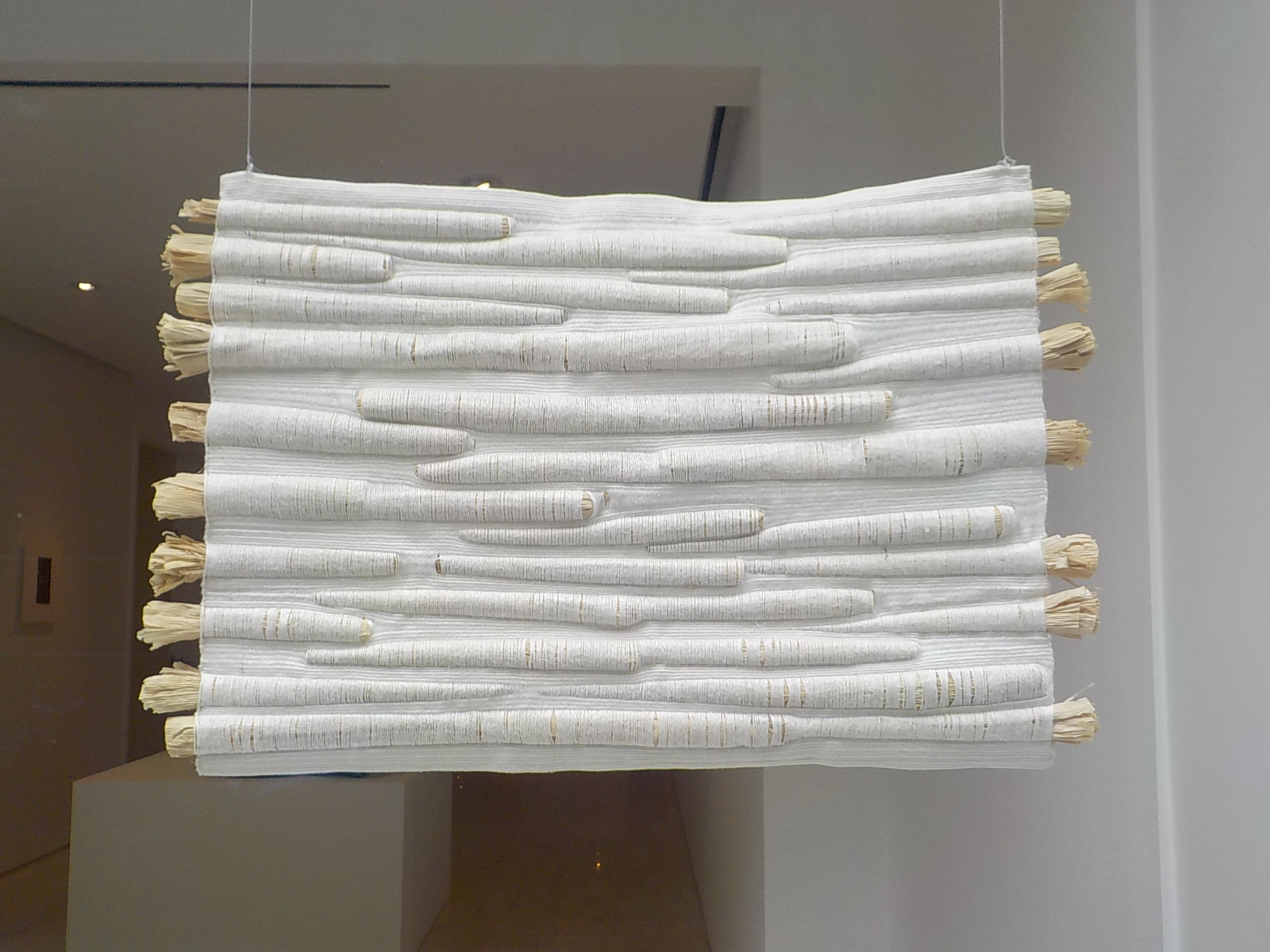
Exposició de 2019 a la galeria Demisch Danant, Nova York

Sheila Hicks (nascuda a Hastings, Nebraska, el 24 de juliol de 1934) és una artista nord-americana, l'artista tèxtil viva més important. És coneguda pels seus teixits innovadors i experimentals i l'art tèxtil escultòric que incorpora colors distintius, materials naturals i narracions personals.
Des de 1964, viu i treballa a París, França. Abans d'això, va viure i treballar a Guerrero, Mèxic, de 1959 a 1963.

## Primers anys i formació
Sheila Hicks va assistir a la Yale School of Art de Connecticut de 1954 a 1959, on va estudiar amb Josef Albers, Rico Lebrun, Bernard Chaet, George Kubler, George Heard Hamilton, Vincent Scully, Jose de Rivera, Herbert Matter, Norman Ives, i Gabor Peterdi. La seva tesi sobre tèxtils pre-incaics dirigida per George Kubler, va ser supervisada per l'arqueòleg Junius Bird, del Museu Americà d'Història Natural de Nova York i per Anni Albers. Va rebre la llicenciatura el 1957.
Nascuda durant la Gran Depressió, Sheila Hicks va passar gran part dels seus primers anys a la carretera, amb el seu pare buscant feina on la trobava. Aquesta "fantàstica... existència migratòria", tal com ella l'ha descrit, ha arribat a definir la seva carrera de sis dècades com a artista.

## El seu art
Les experiències àmplies viatjant, vivint i treballant per tot el món continuen fent avançar la seva exploració dels tèxtils, el mitjà flexible i adaptable amb el qual està més estretament associada. “El tèxtil és un llenguatge universal. En totes les cultures del món, el tèxtil és un component crucial i essencial", ha dit Hicks. Captivada per l'estructura, la forma i el color, ha buscat teixir cultures arreu del món per donar forma a la seva obra a diferents escales, des de petites obres teixides a mà anomenades «Minimes» i tapissos de paret; a piles de fibres escultòriques com The Evolving Tapestry: He/She (1967–68); a encàrrecs corporatius monumentals, entre els quals Enchantillon: Medallion (1967), un prototip per a una instal·lació a la Ford Foundation de Nova York. Més recentment, Pillar of Inquiry/Supple Column (2014) demostra la intensa fascinació de Hicks pels materials experimentals: una estructura giratòria de fibres sintètiques multicolors surt en cascada des del sostre, com si s'esfondrés des del cel de dalt.

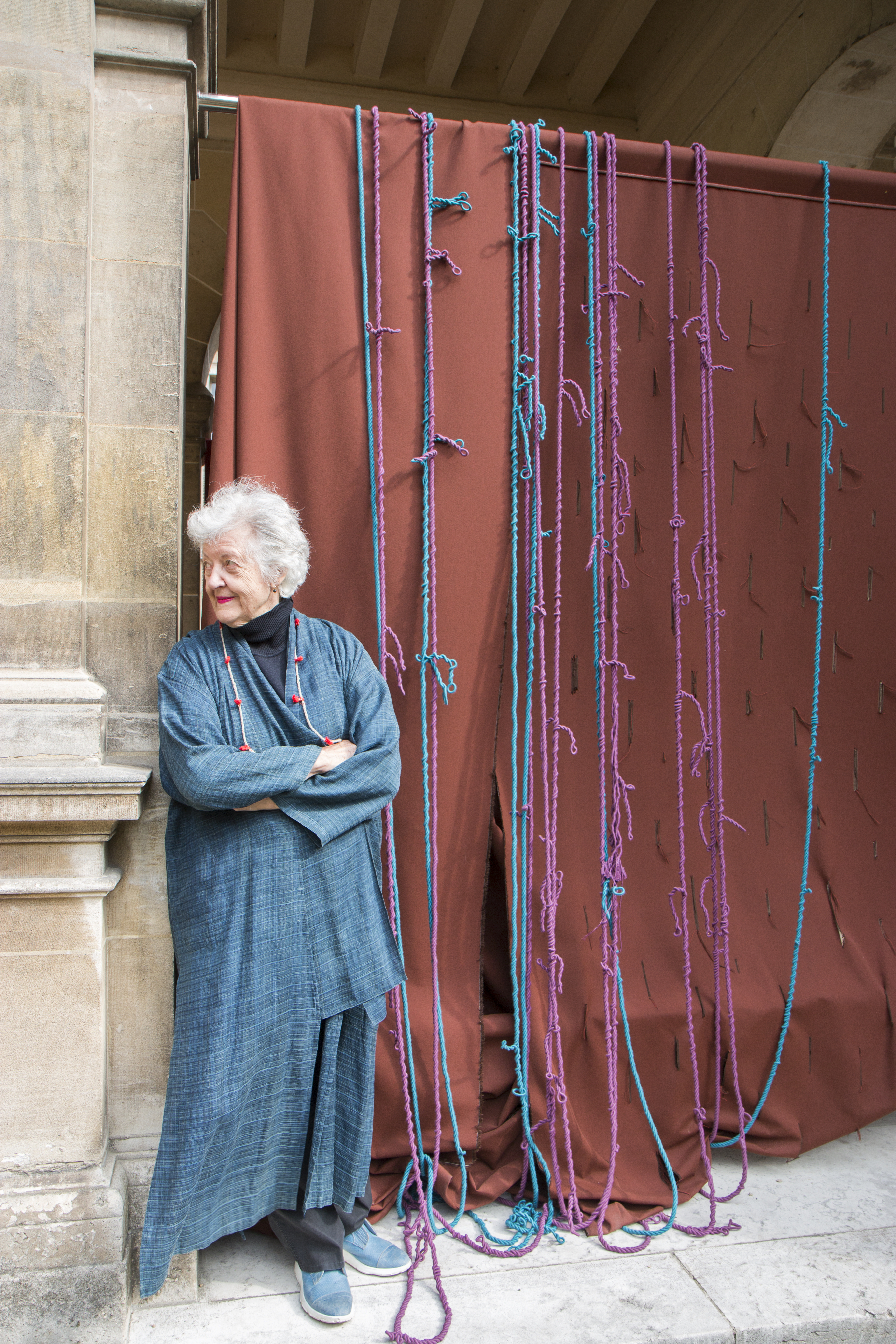
Sheila Hicks al Musée Carnavalet, París, 2016. Foto de Cristobal Zanartu

Del 1959 al 1964 va residir i treballar a Mèxic en el qual fou un viatge transformador; es va traslladar a Taxco el Viejo, Mèxic, on va començar a teixir, pintar i ensenyar a la Universitat Nacional Autònoma de Mèxic (UNAM) per invitació de Mathias Goeritz, que també va presentar els arquitectes Luis Barragán i Ricardo Legorreta Vilchis. Des de 1964, Hicks viu i treballa a París, França.
Va fotografiar àmpliament amb la seva Rolleiflex: Guatemala, Equador, Mèxic i Xile... Els seus temes inclouen l'arquitectura de Felix Candela i artistes actius a Mèxic. El Pérez Art Museum de Miami conserva l'obra Tapestry (1977), un exemple de les seves exploracions culturals tèxtils.
L'any 2007, la publicació Sheila Hicks: Weaving as Metaphor, dissenyada per Irma Boom per acompanyar l'exposició del mateix nom al Bard Graduate Center, va ser nomenada «El llibre més bonic del món» a la Fira del Llibre de Leipzig.

## Obra
L'art de Hicks va des del minúscul fins al monumental. Els seus materials varien tant com la mida i la forma de la seva obra. Després de començar la seva carrera com a pintora, s'ha mantingut propera al color, utilitzant-lo com a llenguatge mentre construeix, teixeix i embolcalla per crear les seves peces.
Incorpora diversos materials als seus «minimes», teixits en miniatura fets en un teler de fusta. Aquests inclouen fideus transparents, trossos de pissarra, petxines de navalla, colls de camises, fils de brodar de mostres recollides, gomes elàstiques, cordons de sabates i mitjons de carmelites. Les seves instal·lacions temporals han incorporat milers de "cinturons" hospitalaris, bandes de naixement per a nadons, camises de nadons, bruses blaves d'infermeres i camises de l'exèrcit de color caqui, així com els llençols de llana ornats per les monges carmelites.
Els productes de la pràctica experimental lliure de Hicks, que creuen el que alguns poden veure com a límits entre tapís, teixit, escultura, belles arts, artesania, arquitectura, disseny i art d'instal·lació, ara es poden trobar a nivell internacional en museus d'art i disseny.
El treball de Hicks es caracteritza pel seu examen directe de les pràctiques de teixit autòcton als països d'origen. Això l'ha portat a viatjar pels cinc continents, estudiant la cultura local a Mèxic, França, Marroc, Índia, Xile, Suècia, Israel, Aràbia Saudita, Japó i Sud-àfrica, desenvolupant relacions amb dissenyadors, artesans, industrials, arquitectes, polítics i culturals. líders.

## Exposicions
Després d'una primera retrospectiva al 1974 en el Stedelijk Museum d'Amsterdam, l'any 2010 es va originar una retrospectiva dels 50 anys de carrera de Hicks a la Addison Gallery d'Andover, Massachusetts, amb espais addicionals a l'ICA de Filadèlfia i al Mint Museum de Charlotte, Carolina del Nord. Això incloïa tant obres en miniatura (els seus «minimes») com escultures a gran escala. També en aquests anys va participar en les bienals de São Paulo (2012), Whitney (2014) i Venècia (2017).
El 2017 Sheila Hicks va fer una exposició individual a la Alison Jacques Gallery de Londres. Hicks també va participar en la Biennal de Venècia 2017, Viva Arte Viva, del 13 de maig al 26 de novembre de 2017. L'any 2018, entre el 7 de febrer i el 30 d'abril, en va fer una altra, Life Lines, al Centre Pompidou, que va incloure més de 100 obres. El 2021, del 4 de juny al 31 de juliol, va fer una altra exposició, Music to My Eyes, a Alison Jacques, de Londres.

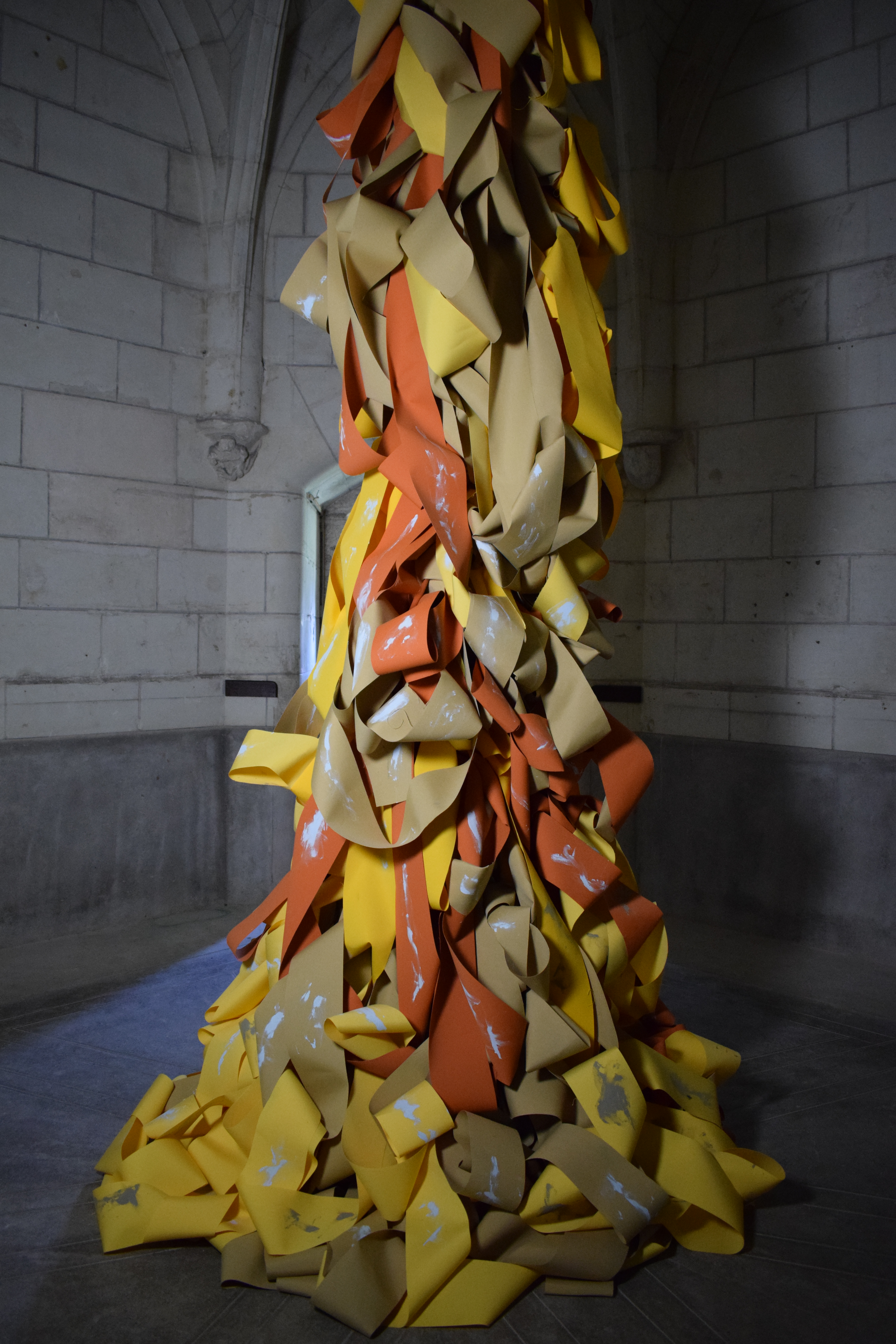
Chaumont sur Loire

El 21 d'abril de 2022, en una entrevista amb T: The New York Times Style Magazine, va dir el següent sobre la seva manera de treballar: "Passo de la idea a la feina acabada acrobàticament, és com si pogués sentir els núvols canviant i la llum venint i sortint. Però com que faig servir sovint fibra i tèxtils, també sóc bastant específica en la manera de treballar, a diferència d'un videoartista o d'un artista digital, estic físicament compromesa en la creació de tota la meva obra, però filtrada per l'òptica de l'arquitectura, la fotografia, la forma i el color. Fa un parell d'anys, vaig rebre un doctorat honoris causa de la meva escola —vaig anar a Yale als anys 50— i em va fer molt feliç perquè va validar la meva elecció de treballar i viure com a artista els altres camps i, per tant, estic buscant què podria ser això, a diferència de molts artistes, que busquen simplement expressar-se". A l'abril de 2023, una ampliació de la galeria Alison Jacques de Londres es va inaugurar amb una exposició individual de nous treballs de Sheila Hicks.
La primera exposició de la seva obra a l'Estat espanyol va tenir lloc entre el maig i el setembre de 2023 al Centre Pompidou de Màlaga, Sheila Hicks. Hilos que viajan, una immersió en l'univers d'aquesta artista inclassificable i alhora ineludible.

## Vida personal
El 1964, Hicks es va traslladar a París, França, amb la seva filla, on viu des de llavors. El 1965 es va casar amb l'artista Enrique Zañartu, amb qui va tenir un fill. Des de 1989 està casada amb Melvin Bedrick.

## Premis i reconeixements
- 1957–58: Programa Fulbright, beca per pintar a Xile[16]
- 1959–60: beca de Friburg per pintar a França[16]
- 1975: Medall de l'Institut Americà d'Arquitectes[6]
- 1980: Middlebury College, HW Janson Distinguished Professor Visiting of Art
- 1983: American Craft Council (Nova York, NY), Fellow
- 1984: Rhode Island School of Design (Providence, RI), doctorat honoris causa
- 1985: Acadèmia Francesa d'Arquitectura (París, França), Medalla de Plata de les Belles Arts
- 1987: Ordre des Arts et des Lettres del Ministeri de Cultura (París, França), Cavalier
- 1993: Ordre des Arts et des Lettres del Ministeri de Cultura (París, França), Oficial
- 1997: American Craft Council, medalla d'or
- 2007: Museu Tèxtil (Washington, DC), homenatjat per 25 anys
- 2010: Arxius d'art nord-americà de la Smithsonian Institution, premi a l'èxit de tota la vida
- 2014: École des Beaux-Arts (París, França) Doctor honoris causa
- 2019: Universitat Yale, doctorat honoris causa

## Col·leccions i museus
El treball de Hicks es pot trobar en col·leccions privades i públiques i en lloc públics, i en encàrrecs diversos, com ara: Ford Foundation (Nova York, 1967); avions Boeing 747 d'Air France (1969–74); terminal TWA a l'aeroport JFK (Nova York, 1973); CBS (Columbia Broadcasting System) de Nova York; Institut Tecnològic de Rochester, Nova York; Banque Rothschild, de París; IBM (París, 1972); Kodak, a París; MGIC Investment Corporation, a Milwaukee, Wisconsin; King Saud University (Riad, Aràbia Saudita, 1983); Fuji City (Centre Cultural, Japó, 1999); Institut d'Estudis Avançats, de Princeton; Fundació Louis Vuitton (Boulogne, 2014–15). Hi ha obra seva en el Metropolitan i el MoMA de Nova York.